# Sala de cinema
Una sala de cinema o un cinema és un espai condicionat per la projecció de pel·lícules cinematogràfiques. És compost en general per una pantalla de projecció i un pati de butaques. Pot designar també la reagrupació en un mateix edifici de diverses sales, que projecten generalment pel·lícules diferents a diversos horaris (en aquest cas es fa servir el terme de «multisales»).

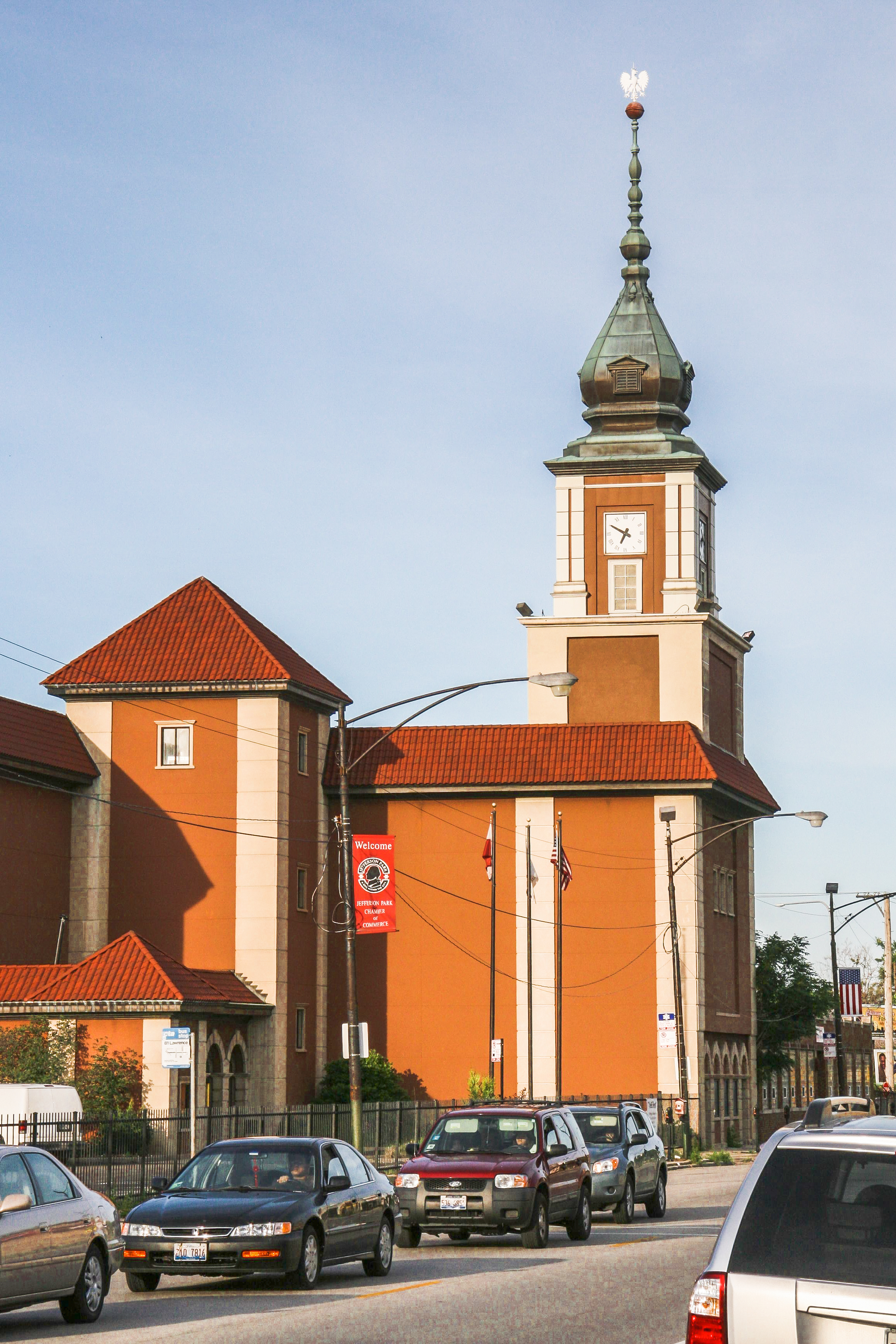
L'històric Gateway Theatre, al barri de Jefferson Park a Chicago, rèplica del Palau Reial de Varsòvia

A canvi de la compra d'un tiquet d'entrada, l'espectador es pot instal·lar en una butaca orientada cap a una gran pantalla on es projecta la pel·lícula. Aquesta és sovint precedida de publicitat i tràilers o, cada vegada més rarament, per un curtmetratge. Llaminadures (crispetes, gelats, caramels, xocolatines…) es venen de vegades a l'entrada de la sala.
Les sales de cinema al llarg de la història s'han anat transformant en funció dels avenços tecnològics, els canvis en els hàbits de consum del públic i com a resposta a formes de lleure alternatives. Per això al llarg de la història s'ha passat de pantalles gairebé quadrades a pantalles més panoràmiques, per competir amb la televisió. La mida d'una sala de cinema és molt variable i pot anar d'algunes desenes de places a un miler (les pantalles: de 4 a 27 metres de base). Durant els anys 1950 i 1960, hi havia la moda que consistia a assistir a sessions a l'aire lliure, des d'un automòbil, i s'anomenava drive-in. De cinemes d'una sola sala a cinemes amb diverses sales oferint una major oferta. Incluïent-hi complexos de multicinemes en centres comercials com a part d'una oferta conjunta de lleure i consum. Aquestes sales poden ser administrades per grans empreses (xarxa de sales), per explotadors independents o fins i tot per associacions.

## Gestió de les sales de cinema

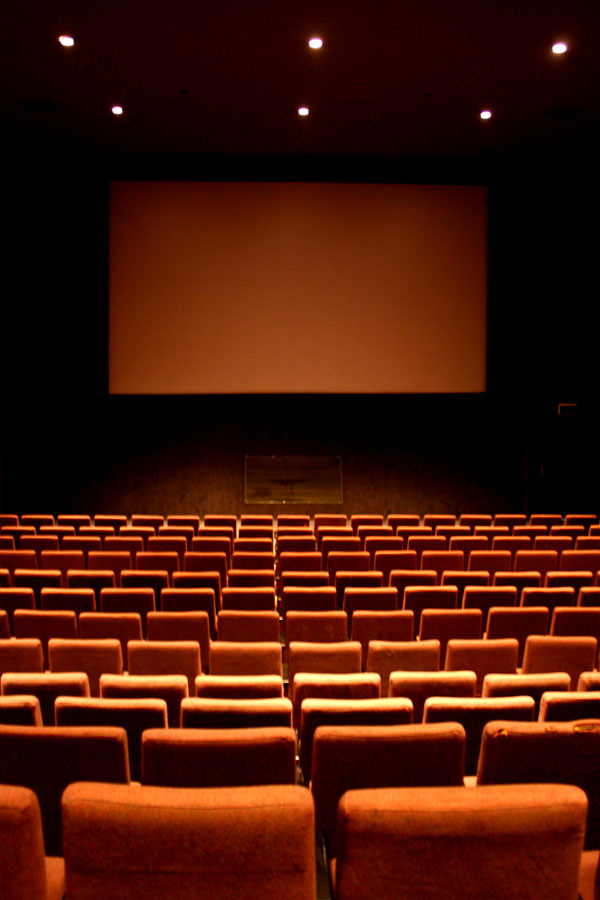
Una sala de cinema a Austràlia

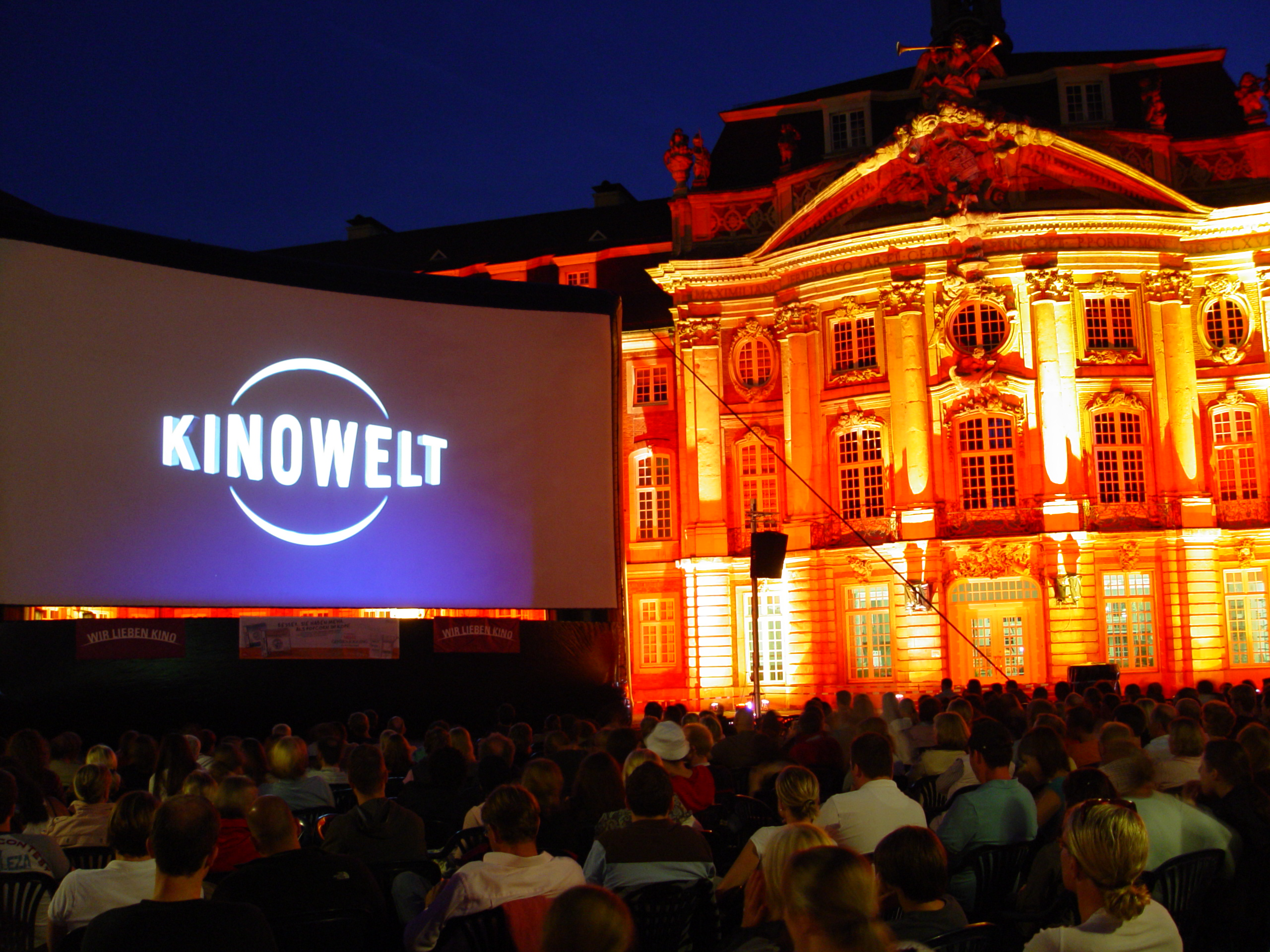
Cinema a l'aire lliure

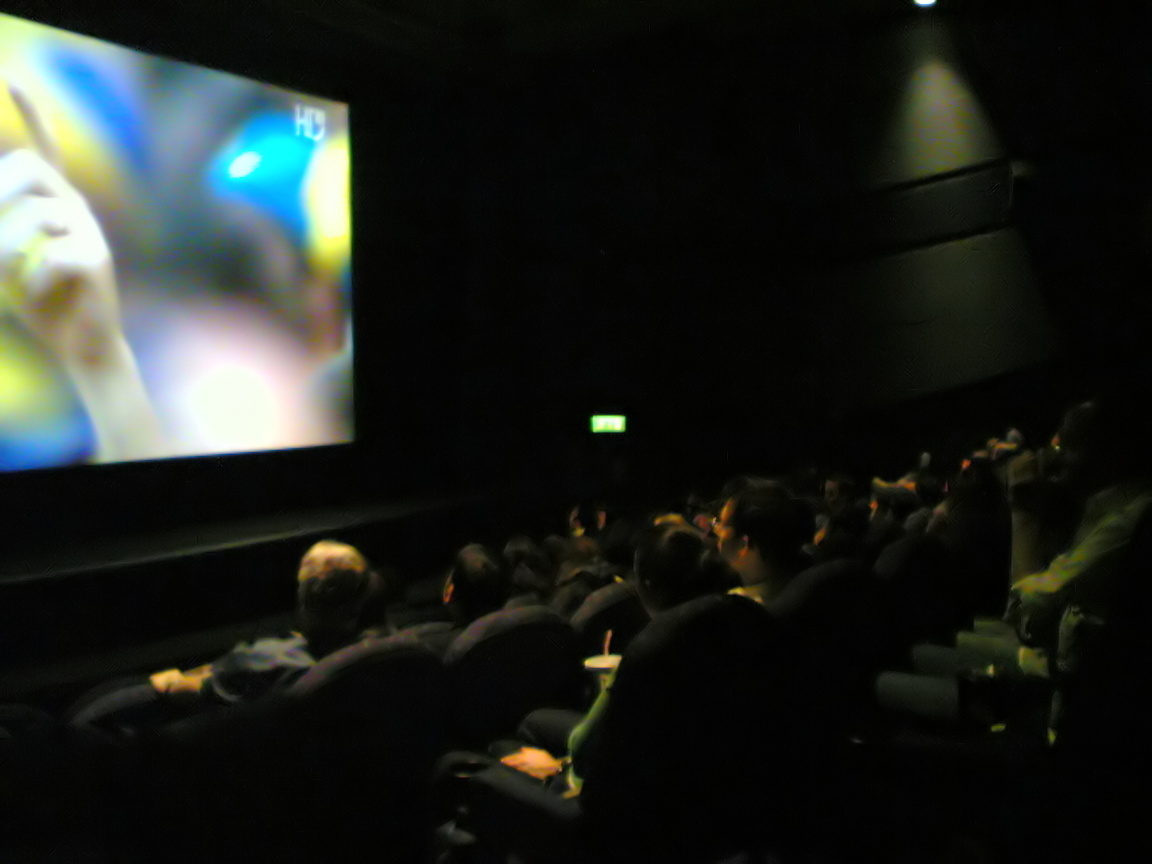
Persones mirant un partit de futbol

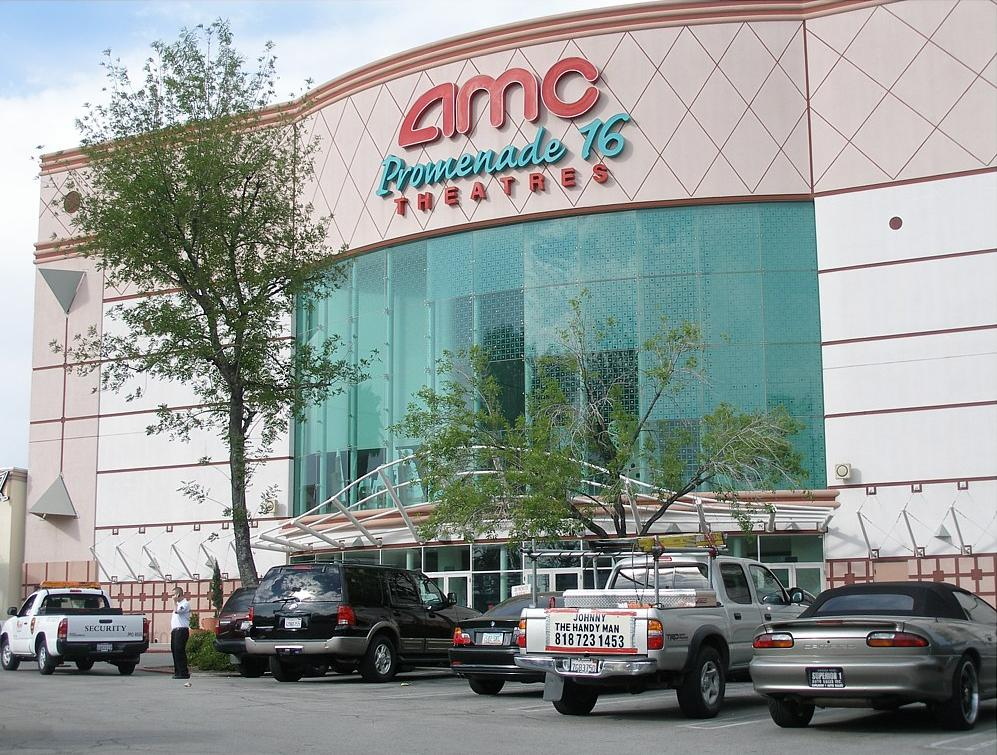
Una multisala AMC a Woodland Hills (Los Angeles), Estats Units)

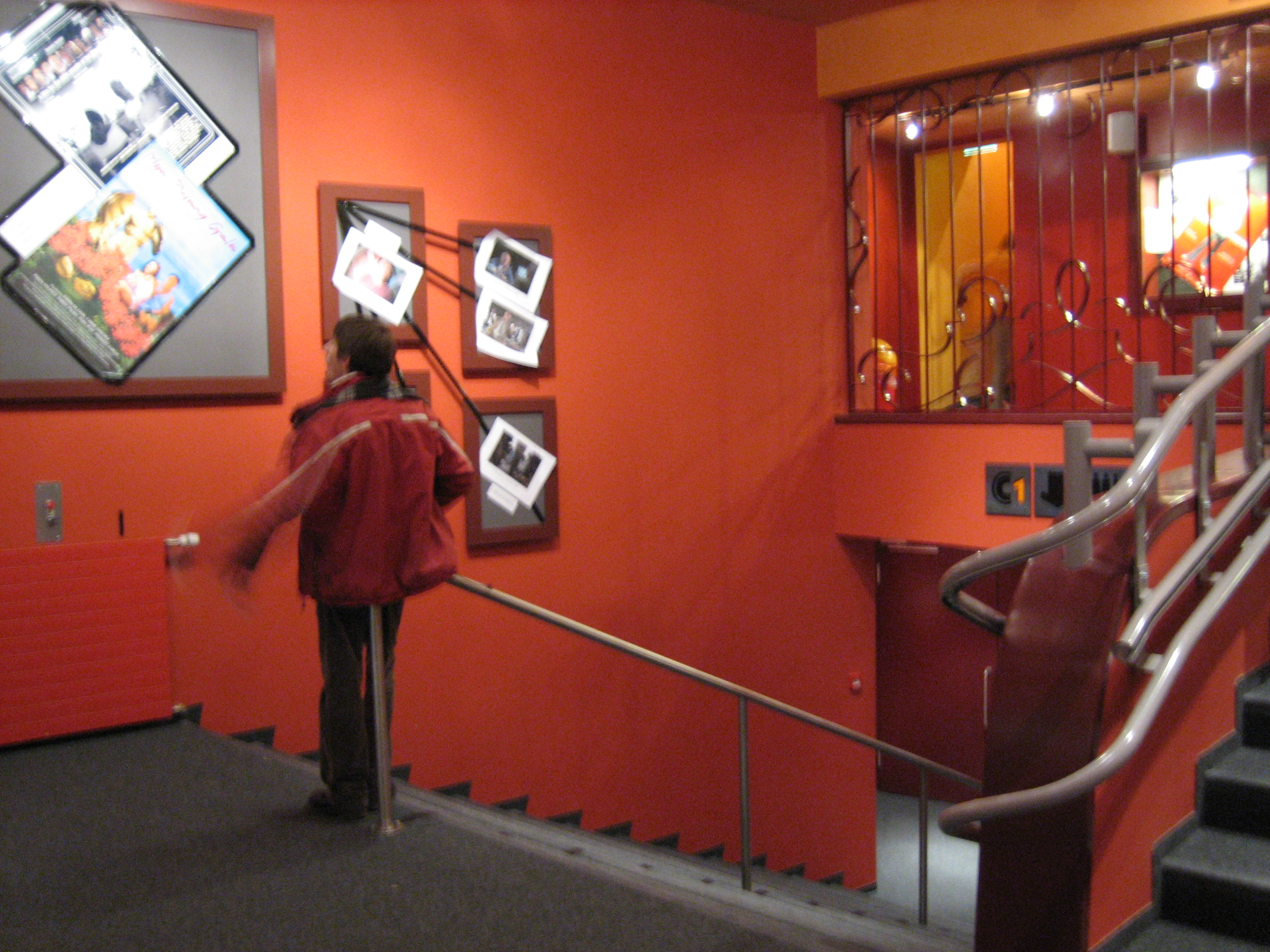
Sala del cinema Corso, a Friburg

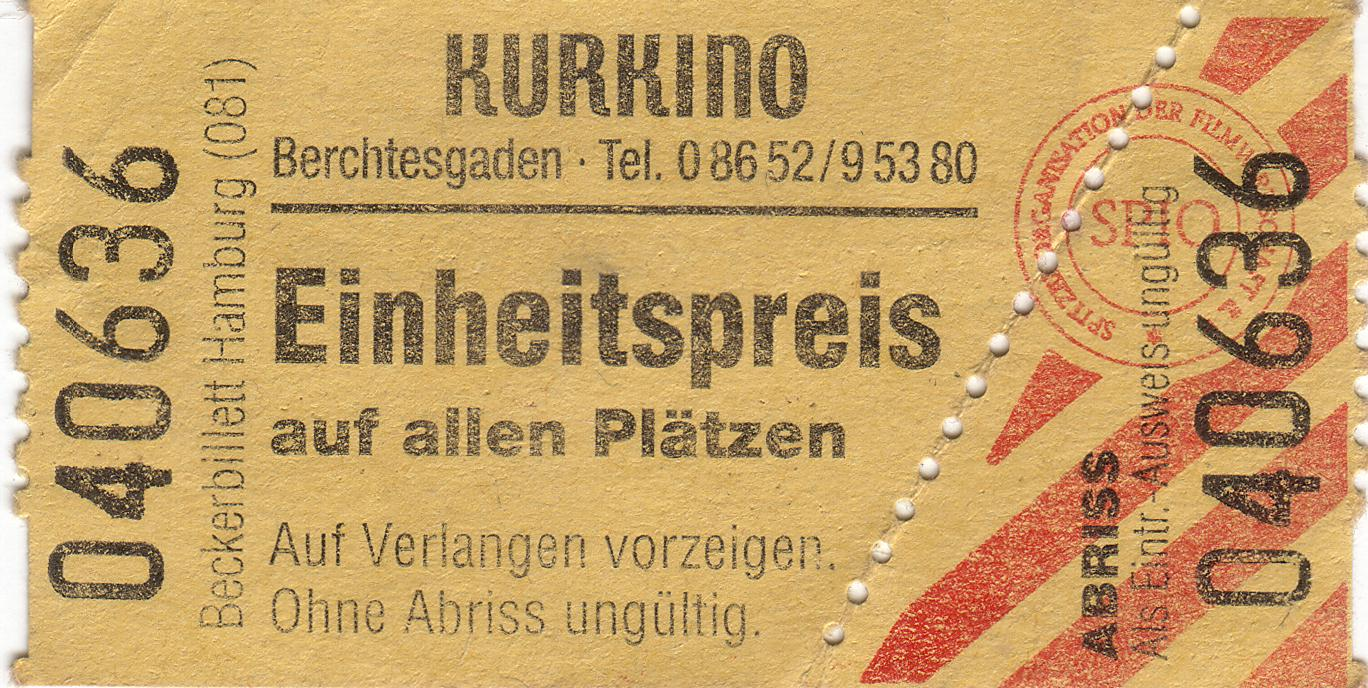
Tiquet de cinema

Les sales de cinema són gestionades pels exhibidors que lloguen les còpies d'exhibició als distribuïdors. Hi ha diferents circuits d'exhibició. D'una banda estan els grans exhibidors, gestors gairebé sempre de complexos multisales on s'exhibeixen en general les pel·lícules de major èxit o més accessibles al públic majoritari. D'altra banda estan els exhibidors independents, sales d'una sola pantalla ò que gestionen sales centrades en una oferta alternativa, sovint en versió original, on s'exhibeixen pel·lícules més minoritàries. Sales que solen ser més reduïdes d'acord amb el nombre de gent que hi acudeix.
Les cintes de la pel·lícula, després de ser exhibides pel temps pactat (1 setmana, 2 setmanes, etc.) són tornades a les distribuïdores, atorgant-li un número de guia, que és el número de tramesa de la paqueteria en la qual es va enviar.
El primer propietari de sales de cinemes a Europa el 2009 és el grup Pathé amb la seva filial Europalaces (sales [Gaumont i Pathé).

## Arquitectura

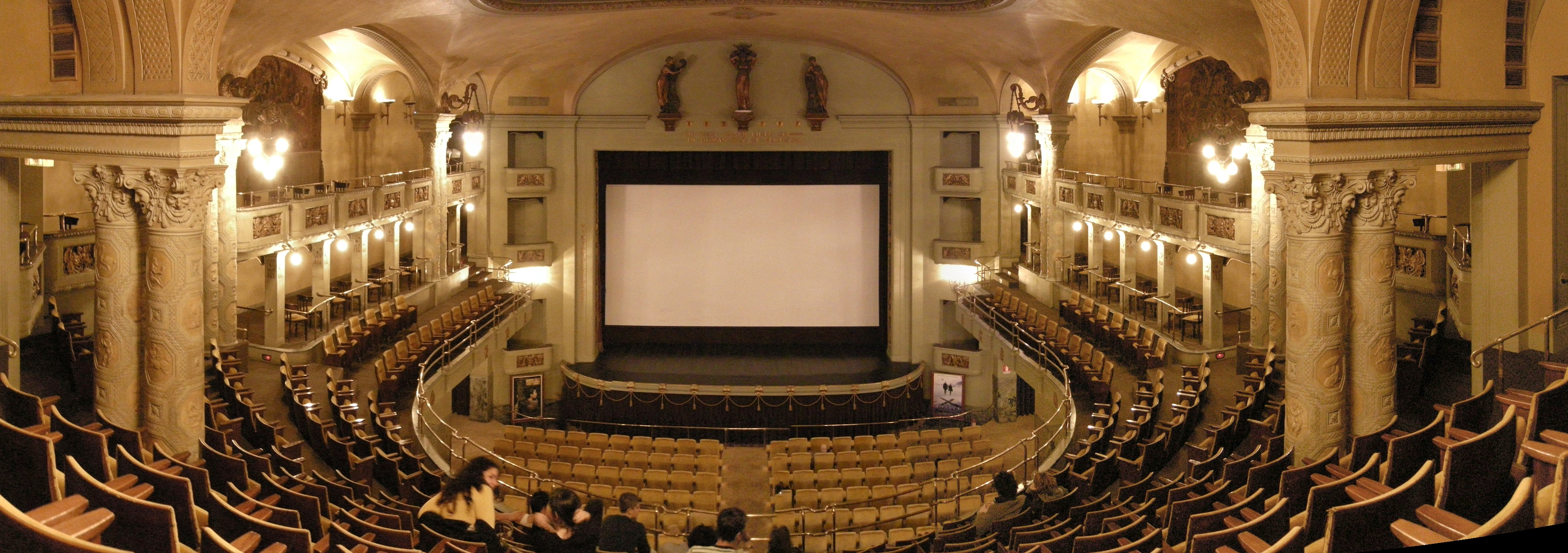
Cinema Odeon a Florència

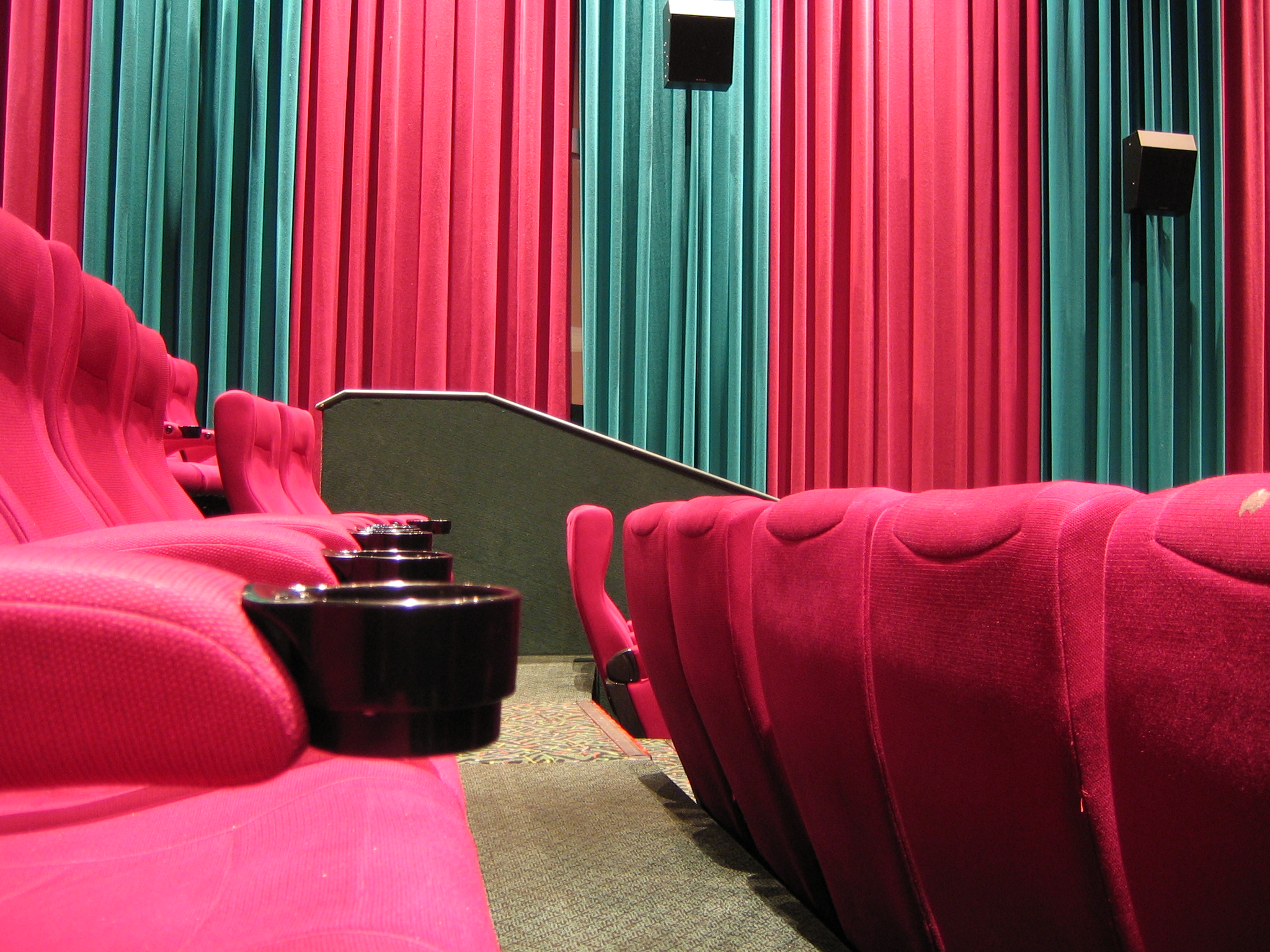
L'interior de les sales Hoyts Southbank a Austràlia, amb cortines acústiques

El lloc denominat sala de cinema designa tradicionalment un edifici compost d'una o diverses sales de projecció, d'un espai d'acollida en el qual és possible comprar els bitllets d'entrada (i de vegades, de les gormanderies i begudes) i dels serveis. Algunes sales d'espectacles poden ser condicionades, de manera permanent o temporal, en sales de cinema acollint una pantalla i un projector.
El local de projecció on està el tècnic anomenat operador de projecció és doncs situat darrere el mur oposat a la pantalla. Aquesta paret és perforada amb petites obertures destinades a deixar passar el feix lluminós que emana del projector.
Algunes sales històriques tenen entresòls i balcons, mitges plantes dominant el terra de la sala. Les «llotges», al darrere de la sala, eren de vegades més amples, més còmodes i més espaiats que els altres llocs. Aquests llocs eren per tant venuts a un preu més elevat.
En una configuració corrent, les rengleres de seients són disposades per graons, segons un pla inclinat, la mirada de cada espectador passa sistemàtic sobre el cap dels del rang precedent, aquests tenen així una vista òptima de la pantalla. A més, una renglera de seients està lateralment desplaçada, de manera que cada espectador no sigui molestat pel cap del que és col·locat immediatament davant d'ell.

### Autocinema

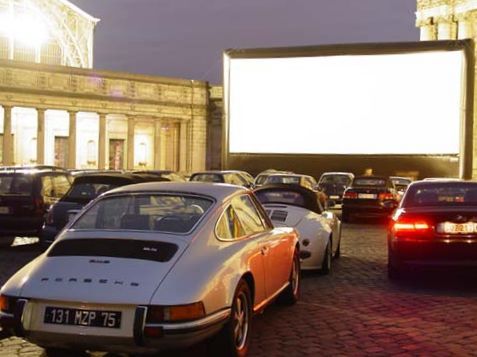
Un autocine amb una pantalla de cinema inflable de 33 metres d'amplada al centre de Brussel·les

Un autocinema és una zona d'aparcament exterior amb una pantalla (de vegades una pantalla inflable) a un extrem i una cabina de projecció a l'altre. Els espectadors condueixen a les places d'aparcament que de vegades estan inclinades cap amunt a la part davantera per oferir una visió més directa de la pantalla de la pel·lícula. Les pel·lícules es veuen generalment a través del parabrisa (parabrisa) del cotxe, encara que algunes persones prefereixen seure al capó del cotxe. Alguns també poden seure al maleter (esquena) del seu cotxe si l'espai ho permet. El so es proporciona a través d'altaveus portàtils situats al costat de cada plaça d'aparcament, o s'emet en una freqüència de ràdio FM, per reproduir-se a través del sistema estèreo del cotxe. A causa de la seva naturalesa a l'aire lliure, els autocines solen funcionar només de manera estacional i després de la posta de sol. Els autocines es troben principalment als Estats Units, on van ser especialment populars als anys 50 i 60. Van arribar en milers, però avui en dia romanen uns 400 romanen als Estats Units. En alguns casos, els teatres múltiplex o megaplex es van construir als llocs d'antics teatres en cotxe.

### IMAX
IMAX és un sistema que utilitza una pel·lícula de 70 mm amb més de deu vegades la mida de fotograma d'una pel·lícula de 35 mm. Els cinemes IMAX utilitzen una pantalla gran, així com projectors especials. El primer teatre IMAX permanent va ser a Ontario Place a Toronto, Canadà. Fins al 2016, els visitants del cinema IMAX adjunt al National Science and Media Museum a Bradford, West Yorkshire, Anglaterra, Regne Unit, podien observar la cabina de projecció IMAX a través d'una paret posterior de vidre i veure les grans pel·lícules de format que s'estaven carregant i projectant. La pantalla de cinema IMAX permanent més gran mesura 38,80 m × 21,00 m i es troba a Traumplast Leonberg (Alemanya) a Leonberg, Alemanya, verificada el 6 de desembre de 2022.
IMAX també fa referència a un format de cinema digital que utilitza projectors duals de 2K de resolució i una pantalla amb una relació d'aspecte de 1.90:1; aquest sistema està dissenyat principalment per al seu ús en multiplexes equipats, utilitzant pantalles significativament més petites que les associades normalment amb IMAX. El 2015, IMAX va introduir un format actualitzat "IMAX amb làser", utilitzant projectors làser de resolució 4K.

## Sales de cinema a Catalunya i Espanya
Segons el cens de l'Associació per a la Investigació de Mitjans de Comunicació (AIMC) de l'any 2017, Catalunya, amb 646 sales, és la comunitat autònoma amb més sales de cinema de l'Estat Espanyol. Dins de Catalunya, la província de Barcelona, amb 451 sales, és la que té més sales de cinema. Aquesta mateixa xifra converteix a la província de Barcelona en la segona amb més sales de cinema d'Espanya, just per darrere de la província de Madrid (comunitat uniprovincial), la qual compta amb 493 sales.
Pel que fa al nombre total de locals d'exhibició a Espanya, el 2017 se'n comptaren 699, representant un augment de 24 locals respecte el nombre de locals que es comptaren l'any anterior.
En l'any 2017, 448 municipis de l'Estat Espanyol disponien d'almenys una sala de cinema, la suma de la població dels quals representava que un 61,9% de la població espanyola vivia en un municipi amb cinema.
El nombre total de pantalles de cinema a Espanya l'any 2017 pujava fins a la suma de 3.534 pantalles, les quals estaven acompanyades per un total de 789.130 butaques. Del total de pantalles comptabilitzades, en un 97% d'elles els films eren projectats amb projectors digitals. Per tant, es pot afirmar que la digitalització a les sales de cinema a Espanya és quasi total. Del percentatge restant el qual representa el nombre de sales no digitalitzades, el 96,1% són locals d'exhibició petits d'una única sala.
Respecte a la implementació del cinema 3D a Espanya, en l'any 2017 el 50,6% del total de locals tenien almenys una sala 3D. Pel que fa al percentatge que representen el nombre de pantalles 3D sobre el total de pantalles a Espanya, aquest arribava fins al 27,1% del total.
En l'àmbit de l'exhibició de films a Catalunya, hi destaquen empreses les quals tenen presència en molts locals d'exhibició, com per exemple el Grup Balaña.

## Com està canviant la visualització del cinema?
Fins a l'any 1950 les sales de cinema estaven passant un bon moment, però la televisió va aparèixer. Va ser un fenomen devastador per a moltes sales d'arreu del món. L'ocàs va començar a Gran Bretanya l'any 1950, on en 25 anys l'audiència va reduir en un 90%, i les ventes de televisió van augmentar en un 5000%. L'aparició de la televisió també va comportar la creació de pantalles més amples, per tal d'adaptar-se als nous formats cinematogràfics (Cinemascope, Cinerama, entre altres) que competien amb aquest nou enemic.<w
| Any  | Vendes d'entrades | Llicències de televisió |
| ---- | ----------------- | ----------------------- |
| 1950 | 1.395.000.000     | 344.000                 |
| 1955 | 1.181.000.000     | 4.504.000               |
| 1960 | 500.000.000       | 10.497.000              |
| 1965 | 316.000.000       | 13.253.000              |
| 1970 | 198.000.000       | 16.333.000              |
| 1975 | 116.000.000       | 17.900.000              |

Tot i que aquest canvi comencés a la dècada dels 50, a Catalunya i arreu d'Espanya va començar a canviar a principi dels anys 70. Aquest endarreriment, en gran part, és degut al règim franquista que va estancar tot possible desenvolupament sigues de l'àmbit que sigui.
Aquesta crisi ha perdurat al llarg del temps i encara dura actualment. Hi ha algunes revifades de tant en tant que provoquen forces tancaments de cinemes. Per exemple, quan va sortir l'internet, i a l'innovar-se tot molt més (la pirateria per exemple), la gent va començar a descarregar-se pel·lícules de franc, així s'estalviava uns 12 € entre crispetes, l'entrada, betzina, etcètera. Aquest fet va provocar una baixada d'audiència a les sales, fent que moltes haguessin de tancar.
Relacionat amb la qüestió de l'internet, una altra onada que va provocar, i provoca, un impacte important a les sales d'arreu és el fenomen de les plataformes digitals de cinema, mitjançant les quals, es poden visionar milers d'obres audiovisuals (Netflix, HBO, Amazon Prime, entre altres). Deixant de banda les sales que potser van haver de tancar per aquestes noves tecnologies, s'obra un debat interessant de cara a les que persisteixen: com afrontar aquesta nova presència que va absorbint cada vegada més audiència?
Actualment hi ha sales de cinema que ja estan aplicant mesures per tal d'incitar el públic, sobretot jove, a anar al cinema, com: decidir retornar l'entrada de cinema, mitja hora abans, si no és del seu gust; ajustar el respectiu preu; incrementar la comoditat de les sales (butaques de pell, servei bar, entre altres); la qualitat dels habituallaments (crispetes, llaminadures, refigeris, entre altres), l'origen dels quals ha estat per aquest motiu, o en alguns cinemes prohibir-los per afavorir al benestar del visionat; entre altres incintius.
És té una garantia de que funcionin, de que l'audiència vagi més al cinema? No es pot saber, ja que és una qüestió de voluntat que ha de venir per part de la gent. Les sales estan posant de la seva part, igual que ho ha de fer el públic. No obstant això, sí que hi han proves que corroboren el fet que, en els últims anys, s'ha aconseguit remuntar les davallades d'audiència (segons unes dades del 2017, aquell any l'audiència espanyola va augmentar en un 7'5% per sobre de l'1'6% de la mitjana de la UE).
Com s'ha vist, tot i que es pugui arribar a pensar que les sales de cinema s'acabaran extingint, és possible la seva perseverança només si es reinventen, i fan del fet d'anar al cinema un esdeveniment més atractiu. Si que se cert que el procés de comercialització i distribució de les pel·lícules canviarà, però això no vol dir que s'acabi la manera tradicional de visionar-les.

## Sales de cinema en versió original
A l'Estat Espanyol, la norma per pel·lícules estrangeres es que les sales de cinema les passin en versió doblada, normalment al castellà, si també hi ha alguna producció doblada al català a les sales dels Països Catalans.
Ara, hi ha sales que es dediquen a passar cinema només en versió original, subtitulat ja sigui en castellà o en qualsevol dels idiomes oficials de l'Estat Espanyol, com ara el basc, el gallec o el català, o a vegades en anglès. També hi ha sales que passen una part de les pel·lícules en versió original.
D'acord amb un estudi de dades del 2013 al 2017, a la província de Barcelona, per exemple, el percentatge de sales que programen en VOS (versió original subtitulada) és d'entre el 8% i el 9% del total, mentre que el percentatge d’espectadors és al voltant del 6%. És una part minsa del mercat, però molt estable i consolidada.
A Barcelona a 2023, per exemple, hi ha unes 8 sales de cinema dedicades exclusivament a cinema en VO (versió original), ja siguin originalment en català o castellà, o cinema fet en altres idiomes. Aquestes sales inclouen la Filmoteca de Catalunya i el Cinema Maldà a Ciutat Vella, els Cinemes Verdi, els Cinemes Texas i els Cinemes Girona a la Vila de Gràcia, la Sala Phenomena Experience al barri de la Sagrada Família, i la cooperativa Zumzeig Cinema a Sants. També el Grup Balañá regenta les sales MOOBY Cines, dels quals Balmes Multicines VO, a Sant Gervasi-Galvany, es dedica a pel·lícules en versió original, i les altres sales solen tenir programació parcial en VO. El Yelmo Comèdia fa passis puntuals en VO.